# TAOYA秋保
TAOYA秋保（たおや あきう）は、宮城県仙台市太白区の秋保温泉にある温泉旅館。江戸時代前期に創業した岩沼屋を前身としている。

## 施設
前身の岩沼屋は寛永2年（1625年）創業。2020年（令和2年）に大江戸温泉物語ホテルズ&リゾーツが岩沼屋の経営権を取得。「大江戸温泉物語 仙台秋保温泉 岩沼屋」となった後、2023年（令和5年）6月12日に「TAOYA（たおや）秋保」として新装オープンした。TAOYAブランドの施設としては志摩（三重県鳥羽市）、日光霧降（栃木県日光市）に次ぐ3館目となる。
ゆとりを持たせるため客室数は岩沼屋時代から7室減らして141室、最大定員641人となった。

## 歴史

### 岩沼屋
寛永2年（1625年）にすでに営業していたとの記録があることから、創業は公称・寛永2年とされている。湯元地区にあり、秋保では佐勘に次いで長い歴史を持つ。
本館・長生館（ちょうせいかん）と新館・清涼館（せいりょうかん）、回廊で繋がれた別館・麗景館（れいけいかん）の3館とシングル洋室・翠苑（すいえん）から成る。2箇所の大浴場と露天風呂、宴会場、会議室、エステ&マッサージ、バー、カラオケなど様々な施設を持つ。
“岩沼屋”という屋号の由来には2つの説がある。
1.「岩沼の在の者が始めたから」説
- 当時、秋保温泉では湯守の佐藤家（佐勘）だけが宿屋を営業していたが、佐藤家の屋敷の一隅を借りて湯治客相手に商いをしていた岩沼町の源助（岩沼屋の祖）がこの地に旅籠を開設した。これが岩沼屋の始まりである。

2.「岩沼で篤いもてなしを受けたから」説
- 橘家は元々公家であったが秋保に所領があり奥州へ下ってきた。
  - 現在の岩沼市付近まで来たところで日が暮れ、仕方なく土地の者に一夜の宿をお願いすると、快く受け入れ、篤くもてなしてくれたという。
  - その後秋保の所領を経営していたが、言い伝えを聞いて育った源助が、「かつて先祖が岩沼の人々に篤いもてなしを受けた。今度は、私が旅人にとっての癒しの地を作ろう。」と旅籠を開き、言い伝えに因んで岩沼屋と名付けたという。

- 2つの説は「秋保に住んでいたか否か」で大きく分かれている。
  - 「橘」という姓や農地解放以前には広大な地所を所有していたことなどから後者がより真実に近いと考えられる。

### 大江戸温泉物語ホテルズ＆リゾーツに事業譲渡
2020年4月7日、全国で温泉旅館などを運営する大江戸温泉物語ホテルズ＆リゾーツに旅館の事業を譲渡することが明らかとなった。これに伴い、旧体制での経営は5月6日で終了。その後休館し、8月末に事業譲渡され、11月20日に営業を再開した。当初は5月下旬に譲渡後、改装工事に入り、2021年3月下旬の再開を予定していた。
事業譲渡に至った背景について、競争の激化に加え、1995年の新館建設などに伴う負債の返済が続き、大規模改修には財務体質の改善が必要だったとみられると報じられているほか、岩沼屋は新型コロナウイルスによるキャンセル増加の影響を理由に挙げていた。
2023年6月12日から「TAOYA（たおや）秋保」に名称を改めた。

## 年表
- 1625年（寛永2年） - 創業。
- 1952年（昭和27年）7月 - 橘ナカを初代社長として『有限会社岩沼屋旅館』を設立。
- 1953年（昭和28年） - 客室、大浴場などを増・新築し今日の基礎を作った。またこの間、日本温泉協会、日本観光旅館連盟に加盟し、日本交通公社（JTB）を初め、様々な旅行会社の推薦旅館として指定を受ける。
- 1961年（昭和36年）1月 - 『有限会社岩沼屋ホテル』に商号改称。
- 1965年（昭和40年）11月 - 政府登録国際観光旅館（第600号）として登録される。
- 1984年（昭和59年）10月 - 別館・麗景館を新築。
- 1991年（平成3年）8月1日 - 広報誌「花散里だより」創刊。
- 1995年（平成7年）10月7日 - 新館・清涼館を新築。
- 2001年（平成13年）9月7日 - 大浴場前にリフレクソロジー＆エステルーム「ラベンダーハウス」オープン。
- 2005年（平成17年）5月1日 - 麗景館6階にエステサロン「すみれサロン」オープン。
- 2006年（平成18年）1月 - ポイントカード「私の宿倶楽部」開始。
- 2011年（平成23年）
  - 3月11日 - 東北地方太平洋沖地震（東日本大震災）で被災。インフラストラクチャーが使用不可の状況になったため一般客の受け入れを中止したが、通常耐震基準の120%で設計・建築されていたため、全国から駆け付けた広域緊急援助隊や緊急消防援助隊などの基地として使用されることになる。
  - 3月19日 - 一般客向けに日帰り入浴のみ再開。
  - 4月1日 - 一般客向けに宿泊の営業および予約受付を再開。
  - 4月4日 - 昼食付き日帰りプランを再開。
  - 4月28日 - 震災前並みの通常営業を再開。
- 2012年（平成24年）11月15日 - 麺処「萌葱」を改装し、レストラン「花みずき」オープン。料亭「面影」を改装し、麺処「萌黄」としてオープン。
- 2020年（令和2年）
  - 5月7日 - リニューアル工事を理由に休館。
  - 8月31日 - 大江戸温泉物語ホテルズ＆リゾーツが旅館事業を取得。
  - 11月20日 - 仙台 秋保温泉 岩沼屋として営業再開。
- 2023年（令和5年）
  - 6月12日 - 「TAOYA（たおや）秋保」として改装オープン[3]。

## ロケ地
- テレビ朝日のドラマ「西部警察 PART-III」第32話のロケで使われた。